# Loisey
Loisey település Franciaországban, Meuse megyében. Lakosainak száma 278 fő (2022. január 1.). Loisey Érize-Saint-Dizier, Géry, Guerpont, Lavallée, Naives-Rosières, Resson, Salmagne, Silmont, Tronville-en-Barrois és Culey községekkel határos.

## Népesség
A település népességének változása:
| Lakosok száma | 309  | 306  | 300  | 299  | 295  | 294  | 286  | 278  |
|               | 2013 | 2015 | 2017 | 2018 | 2019 | 2020 | 2021 | 2022 |